# Yukie Nakama
Yukie Nakama (仲間由紀恵, Nakama Yukie), née le 30 octobre 1979 à Urasoe, dans la préfecture d'Okinawa, au Japon, est une actrice et chanteuse japonaise.

## Biographie
Yukie Nakama débute en 1994 comme actrice, puis commence en 1996 une carrière parallèle de chanteuse chez Sony Music Japan, sortant une dizaine de disques pendant cinq ans sans grand succès. Elle se fait alors remarquer en 2000 dans le rôle de Sadako dans le film Ring Ø: Birthday, dont elle chante également la chanson thème, et devient célèbre la même année en interprétant le rôle principal du drama Trick, puis en 2002 celui de Gokusen. Ces deux séries rencontrent un grand succès et connaissent chacune plusieurs saisons ultérieures et films dérivés, faisant de l'actrice l'une des plus populaires du Japon. Elle apparait ainsi dans de nombreuses campagnes publicitaires. En 2006, elle sort un nouveau single accompagnée d'un duo de chanteurs, sous le nom Yukie with Downloads (仲間由紀恵 with ダウンローズ), qui se classe 8e à l'oricon.

## Filmographie

### À la télévision
- 1996 : Mou gaman dekinai
- 1996 : Itazura na Kiss
- 1997 : Mokuyou no kaidan #15
- 1997 : Dangerous Angel x Death Hunter
- 1997 : Shiawase iro shashinkan
- 1997 : Odoru daisousasen saimatsu tokubetsu keikai
- 1998 : Kamisama mou sukoshi dake
- 1998 : Hashire koumuin!
- 1999 : Kimi to ita mirai no tame ni: I'll be Back
- 1999 : P.S. Genki desu, Shunpei
- 2000 : Nisennen no koi / Love 2000
- 2000 : Trick
- 2001 : FACE: Mishiranu koibito
- 2001 : Ashita ga Arusa
- 2001 : Uso Koi
- 2002 : Trick 2
- 2002 : Gokusen
- 2002 : Night Hospital byouki wa nemuranai
- 2003 : Musashi
- 2003 : Gokusen Special Sayonara 3-nen D-gumi ... Yankumi namida no sotsugyoshiki
- 2003 : Kao
- 2003 : Satoukibi batake no uta / Songs from the Canefield
- 2003 : Trick 3
- 2004 : Ranpo R (Episode 3 guest star)
- 2004 : Tokyo Wankei
- 2004 : Otouto
- 2005 : Gokusen 2
- 2005 : Trick TV Special 2
- 2005 : Haru to Natsu
- 2005 : Trick TV Special
- 2006 : NHK Taiga Drama "Kōmyō-ga-tsuji"
- 2006 : Satomi Hakenden
- 2007 : Erai Tokoro ni Totsuide Shimatta!
- 2008 : Gokusen 3
- 2009 : Arifureta Kiseki
- 2012 : Ghost Mama Sousasen
- 2009 : Untouchable
- 2020 : 24 Japan : Urara Asakura

### Au cinéma
- 1996 : Tomoko no baai
- 1998 : Love and Pop
- 1999 : Gamera 3: The Revenge of Iris
- 2000 : Ring Ø: Birthday ou Ringu 0: Bâsudei
- 2001 : Oboreru sakana
- 2001 : Love Song
- 2002 : Trick
- 2002 : Ashita ga arusa, The Movie
- 2003 : G@me
- 2005 : Shinobi: Heart Under Blade
- 2006 : Trick 2
- 2006 : Oh! Oku
- 2008 : Watashi wa Kai ni Naritai
- 2009 : Gokusen - the Movie

## Discographie

### Singles
- MOONLIGHT to DAYBREAK (1996)
- True Love Story (トゥルー・ラブストーリー) 〜恋のように僕たちは〜 (1996)
- 心に私がふたりいる／トレモロ (1997)
- 負けない愛がきっとある/One More Chance (1997)
- 遠い日のメロディー／ヴィオラの夢 (1997)
- 青い鳥／晴れた日と日曜日の朝は (1998)
- Birthday／I Feel You (2000) (thème de Ring 0: Birthday)
- Aishiteru (愛してる)  (2001)

Yukie with Downloads
- Koi no Download (恋のダウンロード)  (2006)

### Album
- 遠い日のメロディー (1998)